# Blacus soykai
Blacus soykai är en stekelart som beskrevs av Herbert Zettel 1991. Blacus soykai ingår i släktet Blacus och familjen bracksteklar. Inga underarter finns listade.